# Hymenophyllum bartlettii
Hymenophyllum bartlettii là một loài thực vật có mạch trong họ Hymenophyllaceae. Loài này được (Copel.) C.V. Morton miêu tả khoa học đầu tiên năm 1968.